# Sportverein Darmstadt 1898 1981-1982
Questa voce raccoglie le informazioni riguardanti lo Sportverein Darmstadt 1898 nelle competizioni ufficiali della stagione 1981-1982.

## Stagione
Nella stagione 1981-1982 il Darmstadt, allenato da Werner Olk e Manfred Krafft, concluse il campionato di Bundesliga al 17º posto. In Coppa di Germania il Darmstadt fu eliminato al terzo turno dal Werder Brema.

## Rosa
| N. |                     | Ruolo | Calciatore         |
| -- | ------------------- | ----- | ------------------ |
|    | Germania (bandiera) | P     | Frank Berlepp      |
|    | Germania (bandiera) | P     | Dieter Rudolf      |
|    | Germania (bandiera) | D     | Uwe Beginski       |
|    | Germania (bandiera) | D     | Roland Gerber      |
|    | Germania (bandiera) | D     | Wolfgang Trapp     |
|    | Germania (bandiera) | D     | Willi Wagner       |
|    | Germania (bandiera) | D     | Edwin Westenberger |
|    | Germania (bandiera) | D     | Helmut Zahn        |
|    | Germania (bandiera) | C     | Willi Bernecker    |
|    | Germania (bandiera) | C     | Detlef Bruckhoff   |

| N. |                      | Ruolo | Calciatore       |
| -- | -------------------- | ----- | ---------------- |
|    | Germania (bandiera)  | C     | Rudolf Collet    |
|    | Germania (bandiera)  | C     | Uwe Hahn         |
|    | Germania (bandiera)  | C     | Oliver Posniak   |
|    | Germania (bandiera)  | C     | Guido Stetter    |
|    | Germania (bandiera)  | C     | Willibald Weiss  |
|    | Germania (bandiera)  | A     | Peter Cestonaro  |
|    | Sudafrica (bandiera) | A     | Glenn Jordens    |
|    | Germania (bandiera)  | A     | Bodo Mattern     |
|    | Germania (bandiera)  | A     | Dieter Pötschke  |
|    | Germania (bandiera)  | A     | Helmut Vorreiter |

## Organigramma societario
Area tecnica
- Allenatore: Manfred Krafft
- Allenatore in seconda:
- Preparatore dei portieri:
- Preparatori atletici:

## Calciomercato

### Sessione estiva
| Acquisti | Acquisti       | Acquisti              | Acquisti |
| R.       | Nome           | da                    | Modalità |
| -------- | -------------- | --------------------- | -------- |
| D        | Wolfgang Trapp | Eintracht Francoforte |          |
| D        | Roland Gerber  | Colonia               |          |
| A        | Bodo Mattern   | Wormatia Worms        |          |
| C        | Guido Stetter  | VfR Bürstadt          |          |
| D        | Helmut Zahn    | Freiburger            |          |

| Cessioni | Cessioni         | Cessioni         | Cessioni |
| R.       | Nome             | a                | Modalità |
| -------- | ---------------- | ---------------- | -------- |
| D        | Min-Hai Kim      | Waldhof Mannheim |          |
| A        | Rainer Korlatzki | Waldhof Mannheim |          |
| D        | Günter Menges    | Hassia Bingen    |          |
| A        | Horst Neumann    | Hannover 96      |          |

### Sessione invernale
| Acquisti | Acquisti | Acquisti | Acquisti |
| R.       | Nome     | da       | Modalità |
| -------- | -------- | -------- | -------- |

| Cessioni | Cessioni | Cessioni | Cessioni |
| R.       | Nome     | a        | Modalità |
| -------- | -------- | -------- | -------- |

## Risultati

### Bundesliga

#### Girone di andata
| Arbitro: | Stäglich |

|              |           |               |
| Krobbach 23’ | Marcatori | 72’ Cestonaro |

| Arbitro: | Redelfs |

|             |           |                            |
| Posniak 78’ | Marcatori | 45’ Niedermayer 76’ Hoeneß |

| Arbitro: | Heitmann |

|                             |           |                      |
| Økland 40’ Hörster 42’, 67’ | Marcatori | 47’ Stetter 72’ Zahn |

| Arbitro: | Galler |

|                             |           |  |
| Hahn 62’ Mattern 88’ (rig.) | Marcatori |  |

| Arbitro: | Wahmann |

|             |           |              |
| Stetter 53’ | Marcatori | 54’ Kostedde |

| Arbitro: | Umbach |

|                      |           |                        |
| Hutka 71’ Thiele 74’ | Marcatori | 18’ Stetter 86’ Collet |

| Arbitro: | Brehm |

|                                 |           |                                              |
| Mattern 9’ (rig.) Cestonaro 62’ | Marcatori | 47’, 79’ Günther 59’, 60’, 68’ Bold 81’ Groß |

| Arbitro: | Uhlig |

|                                    |           |  |
| Worm 22’ Kindermann 57’ Geiger 65’ | Marcatori |  |

| Darmstadt 3 ottobre 1981, ore 15:30 CET 9ª giornata | Darmstadt | 0 – 0 referto | Kaiserslautern | Stadion am Böllenfalltor (13 000 spett.)\| Arbitro: \| Pauly \| |
| Arbitro:                                            | Pauly     |               |                |                                                                 |

| Arbitro: | Huster |

|                                                 |           |  |
| Rüssmann 49’ Burgsmüller 61’, 72’ Abramczik 83’ | Marcatori |  |

| Arbitro: | Hontheim |

|                      |           |            |
| Hahn 17’ Mattern 23’ | Marcatori | 37’ Eggert |

| Arbitro: | Hontheim |

|                   |           |                    |
| Bonhof 13’ (rig.) | Marcatori | 64’ (rig.) Mattern |

| Arbitro: | Assenmacher |

|             |           |                                           |
| Mattern 15’ | Marcatori | 24’, 33’ Lottermann 72’ Nickel 79’ Lorant |

| Arbitro: | Kasperowski |

|                                                                           |           |               |
| Hartwig 4’ Magath 10’ Hrubesch 28’ Milewski 35’ Jakobs 45’ Hieronymus 76’ | Marcatori | 78’ Cestonaro |

| Arbitro: | Tritschler |

|                                |           |                       |
| Cestonaro 11’, 70’ Mattern 63’ | Marcatori | 88’ Dietz 89’ Seliger |

| Arbitro: | Eschweiler |

|         |           |  |
| Six 55’ | Marcatori |  |

| Arbitro: | Ermer |

|             |           |          |
| Mattern 38’ | Marcatori | 74’ Mill |

#### Girone di ritorno
| Arbitro: | Engel |

|             |           |  |
| Mattern 37’ | Marcatori |  |

| Arbitro: | Wahmann |

|                                                |           |               |
| Augenthaler 33’, 66’ Hoeneß 42’ Rummenigge 89’ | Marcatori | 81’ Cestonaro |

| Arbitro: | Roth |

|             |           |                          |
| Stetter 38’ | Marcatori | 75’, 88’ Økland 77’ Vöge |

| Arbitro: | Horeis |

|            |           |  |
| Patzke 16’ | Marcatori |  |

| Arbitro: | Risse |

|                                               |           |                                       |
| Kostedde 1’ Meier 27’ Reinders 58’ Gruber 85’ | Marcatori | 44’, 77’, 82’ Cestonaro 54’ Bernecker |

| Arbitro: | Ross |

|                         |           |                           |
| Mattern 43’ (rig.), 61’ | Marcatori | 16’ Eðvaldsson 81’ Allofs |

| Arbitro: | Klauser |

|                                  |           |          |
| Wiesner 64’ Groß 73’ Schüler 86’ | Marcatori | 81’ Hahn |

| Arbitro: | Hennig |

|                           |           |                                       |
| Cestonaro 14’ Mattern 19’ | Marcatori | 4’ Hollmann 54’ Tripbacher 66’ Geiger |

| Arbitro: | Gabor |

|                                       |           |               |
| Brehme 27’ Eilenfeldt 31’ Briegel 48’ | Marcatori | 90’ Cestonaro |

| Arbitro: | Umbach |

|            |           |                                             |
| Wagner 49’ | Marcatori | 68’ Abramczik 83’ Schneider 88’ Burgsmüller |

| Arbitro: | Eschweiler |

|            |           |             |
| Dreßel 44’ | Marcatori | 30’ Mattern |

| Arbitro: | Heitmann |

|                           |           |                                             |
| Cestonaro 21’ Stetter 73’ | Marcatori | 38’, 90’ Strack 64’ Littbarski 70’ Woodcock |

| Arbitro: | Stäglich |

|                       |           |               |
| Cha 35’ Nachtweih 55’ | Marcatori | 71’ Vorreiter |

| Arbitro: | Risse |

|                    |           |                              |
| Cestonaro 23’, 86’ | Marcatori | 26’ Hartwig 73’ (rig.) Kaltz |

| Arbitro: | Linn |

|  |           |                          |
|  | Marcatori | 3’ Stetter 59’ Vorreiter |

| Arbitro: | Uhlig |

|                                       |           |                                  |
| Stetter 11’ Cestonaro 67’ Mattern 90’ | Marcatori | 47’ Beck 70’ Kelsch 73’ Ohlicher |

| Arbitro: | Schmidhuber |

|                                                           |           |               |
| Hannes 11’, 82’ Rahn 47’ Schäfer 49’ Bruns 53’ Wuttke 60’ | Marcatori | 65’ Cestonaro |

### Coppa di Germania
| Arbitro: | Andres |

|  |           |                                       |
|  | Marcatori | 15’ Jordens 56’ Mattern 69’ Vorreiter |

| Arbitro: | Kinzinger |

|                                                |           |                   |
| Weiss 57’, 79’ Collet 66’ (rig.) Vorreiter 77’ | Marcatori | 62’ (rig.) Arnold |

| Arbitro: | Ahlenfelder |

|              |           |                                     |
| Beginski 68’ | Marcatori | 77’, 89’ Gruber 85’ (rig.) Reinders |

## Statistiche

### Statistiche di squadra
| Competizione      | Punti | In casa | In casa | In casa | In casa | In casa | In casa | In trasferta | In trasferta | In trasferta | In trasferta | In trasferta | In trasferta | Totale | Totale | Totale | Totale | Totale | Totale | DR  |
| Competizione      | Punti | G       | V       | N       | P       | Gf      | Gs      | G            | V            | N            | P            | Gf           | Gs           | G      | V      | N      | P      | Gf     | Gs     | DR  |
| ----------------- | ----- | ------- | ------- | ------- | ------- | ------- | ------- | ------------ | ------------ | ------------ | ------------ | ------------ | ------------ | ------ | ------ | ------ | ------ | ------ | ------ | --- |
| Bundesliga        | 21    | 17      | 4       | 6       | 7       | 27      | 37      | 17           | 1            | 5            | 11           | 19           | 45           | 34     | 5      | 11     | 18     | 46     | 82     | -36 |
| Coppa di Germania | -     | 2       | 1       | 0       | 1       | 5       | 4       | 1            | 1            | 0            | 0            | 3            | 0            | 3      | 2      | 0      | 1      | 8      | 4      | +4  |
| Totale            | 21    | 19      | 5       | 6       | 8       | 32      | 41      | 18           | 2            | 5            | 11           | 22           | 45           | 37     | 7      | 11     | 19     | 54     | 86     | -32 |

### Andamento in campionato
| Giornata  | 1 | 2  | 3  | 4  | 5  | 6  | 7  | 8  | 9  | 10 | 11 | 12 | 13 | 14 | 15 | 16 | 17 | 18 | 19 | 20 | 21 | 22 | 23 | 24 | 25 | 26 | 27 | 28 | 29 | 30 | 31 | 32 | 33 | 34 |
| --------- | - | -- | -- | -- | -- | -- | -- | -- | -- | -- | -- | -- | -- | -- | -- | -- | -- | -- | -- | -- | -- | -- | -- | -- | -- | -- | -- | -- | -- | -- | -- | -- | -- | -- |
| Luogo     | T | C  | T  | C  | C  | T  | C  | T  | C  | T  | C  | T  | C  | T  | C  | T  | C  | C  | T  | C  | T  | T  | C  | T  | C  | T  | C  | T  | C  | T  | C  | T  | C  | T  |
| Risultato | N | P  | P  | V  | N  | N  | P  | P  | N  | P  | V  | N  | P  | P  | V  | P  | N  | V  | P  | P  | P  | N  | N  | P  | P  | P  | P  | N  | P  | P  | N  | V  | N  | P  |
| Posizione | 9 | 11 | 15 | 11 | 12 | 11 | 14 | 17 | 16 | 17 | 16 | 15 | 17 | 18 | 17 | 17 | 17 | 14 | 14 | 16 | 17 | 17 | 17 | 17 | 17 | 18 | 18 | 18 | 18 | 18 | 17 | 17 | 17 | 17 |

Legenda:

Luogo: C = Casa; T = Trasferta. Risultato: V = Vittoria; N = Pareggio; P = Sconfitta.

### Statistiche dei giocatori
| Giocatore       | Bundesliga | Bundesliga | Bundesliga  | Bundesliga | Coppa di Germania | Coppa di Germania | Coppa di Germania | Coppa di Germania | Totale   | Totale | Totale      | Totale     |
| Giocatore       | Presenze   | Reti       | Ammonizioni | Espulsioni | Presenze          | Reti              | Ammonizioni       | Espulsioni        | Presenze | Reti   | Ammonizioni | Espulsioni |
| --------------- | ---------- | ---------- | ----------- | ---------- | ----------------- | ----------------- | ----------------- | ----------------- | -------- | ------ | ----------- | ---------- |
| U. Beginski     | 34         | 0          | 2           | 0          | 1                 | 1                 | 1                 | 0                 | 35       | 1      | 3           | 0          |
| F. Berlepp      | 11         | 0          | 0           | 0          | 2                 | 0                 | 0                 | 0                 | 13       | 0      | 0           | 0          |
| W. Bernecker    | 22         | 1          | 5           | 0          | 3                 | 0                 | 0                 | 0                 | 25       | 1      | 5           | 0          |
| D. Bruckhoff    | 11         | 0          | 1           | 0          | 0                 | 0                 | 0                 | 0                 | 11       | 0      | 1           | 0          |
| P. Cestonaro    | 33         | 16         | 1           | 0          | 2                 | 0                 | 0                 | 0                 | 35       | 16     | 1           | 0          |
| R. Collet       | 9          | 1          | 0           | 0          | 2                 | 1                 | 0                 | 0                 | 11       | 2      | 0           | 0          |
| R. Gerber       | 16         | 0          | 3           | 0          | 1                 | 0                 | 0                 | 0                 | 17       | 0      | 3           | 0          |
| U. Hahn         | 27         | 3          | 1           | 0          | 3                 | 0                 | 0                 | 0                 | 30       | 3      | 1           | 0          |
| G. Jordens      | 8          | 0          | 0           | 0          | 2                 | 1                 | 0                 | 0                 | 10       | 1      | 0           | 0          |
| B. Mattern      | 24         | 13         | 2           | 0          | 2                 | 1                 | 0                 | 0                 | 26       | 14     | 2           | 0          |
| O. Posniak      | 33         | 1          | 1           | 0          | 3                 | 0                 | 0                 | 0                 | 36       | 1      | 1           | 0          |
| D. Pötschke     | 0          | 0          | 0           | 0          | 0                 | 0                 | 0                 | 0                 | 0        | 0      | 0           | 0          |
| D. Rudolf       | 24         | 0          | 0           | 0          | 1                 | 0                 | 0                 | 0                 | 25       | 0      | 0           | 0          |
| G. Stetter      | 29         | 7          | 1           | 0          | 3                 | 0                 | 0                 | 0                 | 32       | 7      | 1           | 0          |
| W. Trapp        | 19         | 0          | 3           | 0          | 1                 | 0                 | 0                 | 0                 | 20       | 0      | 3           | 0          |
| H. Vorreiter    | 25         | 2          | 2           | 0          | 2                 | 2                 | 1                 | 0                 | 27       | 4      | 3           | 0          |
| W. Wagner       | 26         | 1          | 7           | 0          | 2                 | 0                 | 0                 | 0                 | 28       | 1      | 7           | 0          |
| W. Weiss        | 12         | 0          | 1           | 0          | 2                 | 2                 | 0                 | 0                 | 14       | 2      | 1           | 0          |
| E. Westenberger | 30         | 0          | 6           | 0          | 3                 | 0                 | 0                 | 0                 | 33       | 0      | 6           | 0          |
| H. Zahn         | 34         | 1          | 1           | 0          | 3                 | 0                 | 0                 | 0                 | 37       | 1      | 1           | 0          |